# Baetis scambus
Baetis scambus är en dagsländeart som beskrevs av Eaton 1870. Baetis scambus ingår i släktet Baetis, och familjen ådagsländor. Arten är reproducerande i Sverige.